# 21602 Ialmenus
21602 Ialmenus (1998 YW1) là một Trojan của Sao Mộc được phát hiện ngày 17 tháng 12 năm 1998 bởi M. Tichy và Z. Moravec ở Klet.